# Желимир Периш
Желимир Периш (хорв. Želimir Periš; *1975, Задар) — хорватський письменник. Член Хорватської спілки письменників.

## Творчість
З-під пера П. вийшло чимало новел, оповідань, віршів та драм. Публікується в друкованій пресі, на вебсайтах культурного та літературного спрямування.
Новели й оповідання П. увійшли до багатьох збірок та антологій. Як один з визнаних сучасних майстрів короткої прози брав участь у різноманітних конкурсах та фестивалях балканської літератури, де здобув чимало престижних нагород. Неодноразово перемагав і в поетичних конкурсах. Твори П. перекладені болгарською, македонською, словенською та українською мовами.
Проводить заняття майстерні креативного письменства OtPis у Задарі та Загребі, на Новому радіо веде авторську програму про літературу. Член товариства задарських письменників ZaPis, волонтер Задарської міської бібліотеки, співробітник Центру креативного письменства. Неодмінний співорганізатор задарських літературних подій, один із директорів літературного фестивалю KaLibar bestiVal.
2013 року у видавництві Algoritam побачила світ його перша книжка «Мучениці» (ISBN 9789533166797), присвячена нелегкій долі жінок. До книжки увійшли п'ятнадцять новел, у яких різнобічно висвітлено найнесподіваніші аспекти становища жінки у суспільстві — від міфічних Єви та Пенелопи до наших сучасниць.
2014 року у світ вийшов роман П. «Mima i kvadratura duga» («Міма і квадратура боргу»; ISBN 9789533167862), сучасний детектив-технотрилер, який одразу здобув чимало схвальних оцінок критиків і читачів.
2015 року видано нову книжку «Mima i vaše kćeri» («Міма і ваші дочки»; ISBN 9789533232638), де описуються подальші пригоди героя попереднього роману Емілійо Донатова.
2016 року за підтримки Міністерства культури Республіки Хорватії видано поетичну збірку «Х» (ISBN 9789533168906).

## Українські переклади
- Периш Ж. Єва (Уривок з книжки «Мучениці») — Буквоїд [Архівовано 1 червня 2014 у Wayback Machine.]
- Периш Ж. Звичайний день // Всесвіт. — 2015. — № 1-2. — С. 294-296.
- Периш Ж. Наш ліс // ТекстOver. — 2015. — Ч. 2. — С. 102.
- Периш Ж. Як на нашому току молотили збіжжя //  Дзвін. — 2017. — № 9. — С. 232—237.
- Периш Ж. Флора (Уривок з книжки «Мучениці») // ТекстOver. — 2024. — 01 липня.